# دانشگاه علوم اسلامی رضوی
دانشگاه علوم اسلامی رضوی یا به اختصار دانشگاه رضوی (معروف به دانشگاه تربیت قاضی) یکی از دانشگاه‌های ایران در حوزه آموزش علوم اسلامی و علوم انسانی است که در حرم علی بن موسی الرضا قرار دارد. سید علی خامنه ای رهبر فعلی جمهوری اسلامی ایران دانش‌آموخته مدرسه میرزا جعفر این دانشگاه می‌باشد. سید ابراهیم رئیسی، رئیس‌جمهور و رئیس قوه قضائیه وقت ایران دانش‌آموخته و سابقه ریاست بر این دانشگاه را دارا بوده است. دانشگاه علوم اسلامی رضوی یکی از معتبرترین دانشگاه‌های ایران در «مجامع علمی» و «استخدامی کشور» می‌باشد. این دانشگاه در سال ۱۳۶۳ هجری شمسی با تلاش و پیگیری‌های تولیت وقت آستان قدس رضوی عباس واعظ طبسی به منظور تربیت مجتهد، قاضی متعهد، نیروی انقلابی متخصص برای نظام جمهوری اسلامی ایران و تبلیغ دین اسلام افتتاح شد. این دانشگاه در سه مقطع کارشناسی،کارشناسی ارشد ودکتری پذیرش دانشجو دارددر حال حاضر محسن جهانگیری ریاست دانشگاه را بر عهده دارد پیش از این حسن وحدتی شبیری عهده‌دار ریاست دانشگاه رضوی بود.
- این دانشگاه به دانشجویان کارشناسی سه مدرک اعم از مدرک رشته مورد نظر دانشگاهی، مدرک حوزه علمیه خراسان و مدرک فقه و مبانی حقوق اسلامی با حجم فشرده دروس در پایان دوره کارشناسی می‌دهد.
- وجود استادان برجسته کشوری و پروازی از دانشگاه‌های برتر ایران نشان از اهمیت علمی بسیار برای دانشگاه است این امر باعث رقابت سخت میان داوطلبان برای ورود به این دانشگاه شده است.
- دانشگاه رضوی از حدود چهل کشور جهان دانشجو داشته است[۱۱]و تعداد قابل توجهی طلاب و دانشجو برای ترویج و تبلیغ دین اسلام به سراسر جهان فرستاده است.

## اهداف دانشگاه
هدف تأسیس دانشگاه علوم اسلامی رضوی تربیت مجتهد متخصص متبحر تراز عصر جدید و تربیت قاضی در سطوح عالی قوه قضائیه، حقوقدان، اقتصاد دان، جامعه‌شناس و نظریه‌پرداز علوم انسانی و اسلامی است. این دانشگاه یک نهاد دانشگاهی و حوزوی است که هم‌اکنون در سه مقطع کارشناسی، کارشناسی ارشد و دکتری پذیرش دانشجو دارد. این دانشگاه بر اساس نظر تولیت آستان برای تحقق اهداف خود و تربیت مجتهد تراز اقدام به تأسیس مدرسه عالی فقاهت و مدرسه علمیه میرزا جعفر (محل برگزاری دروس خارج) واقع در ضلع شرقی دانشگاه ورودی صحن انقلاب نموده است که می‌توان از آنها به عنوان بازوهای فقهی دانشگاه رضوی نام برد.

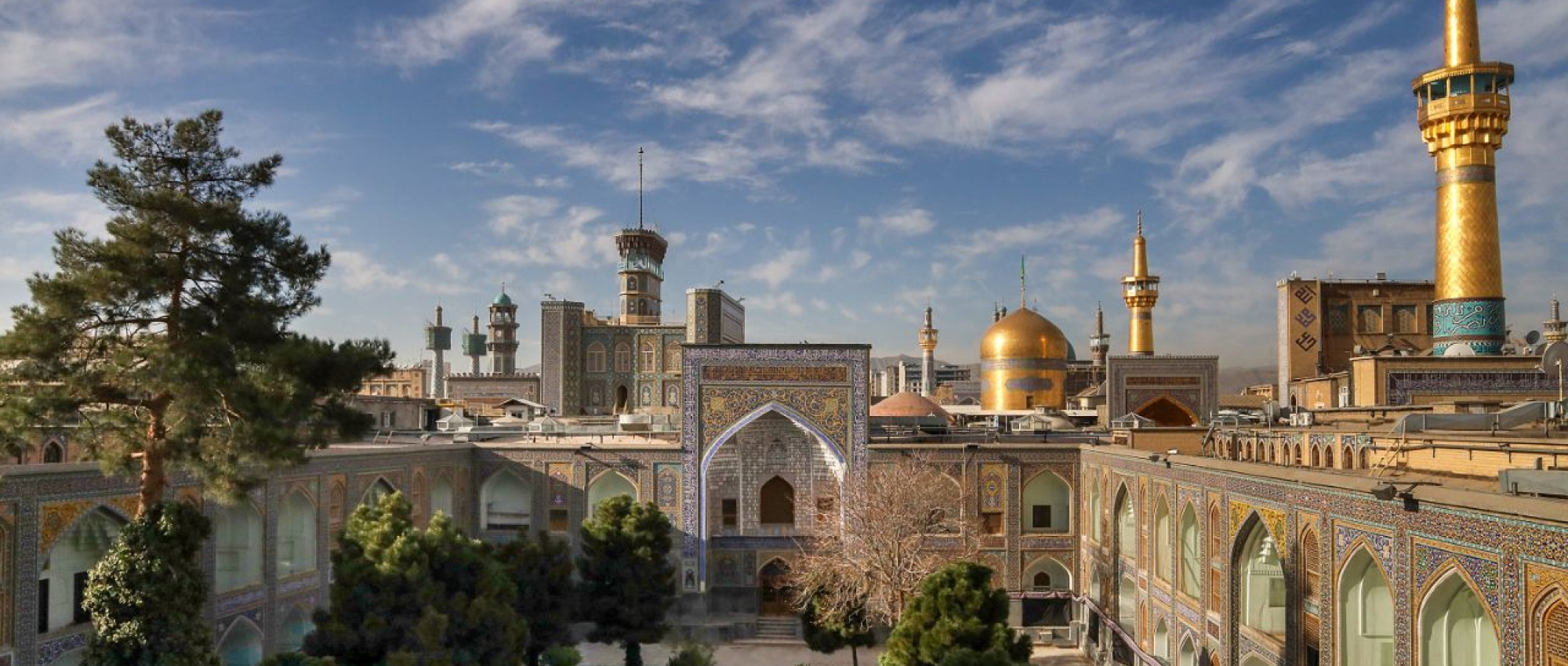
حیاط ساختمان شماره یک

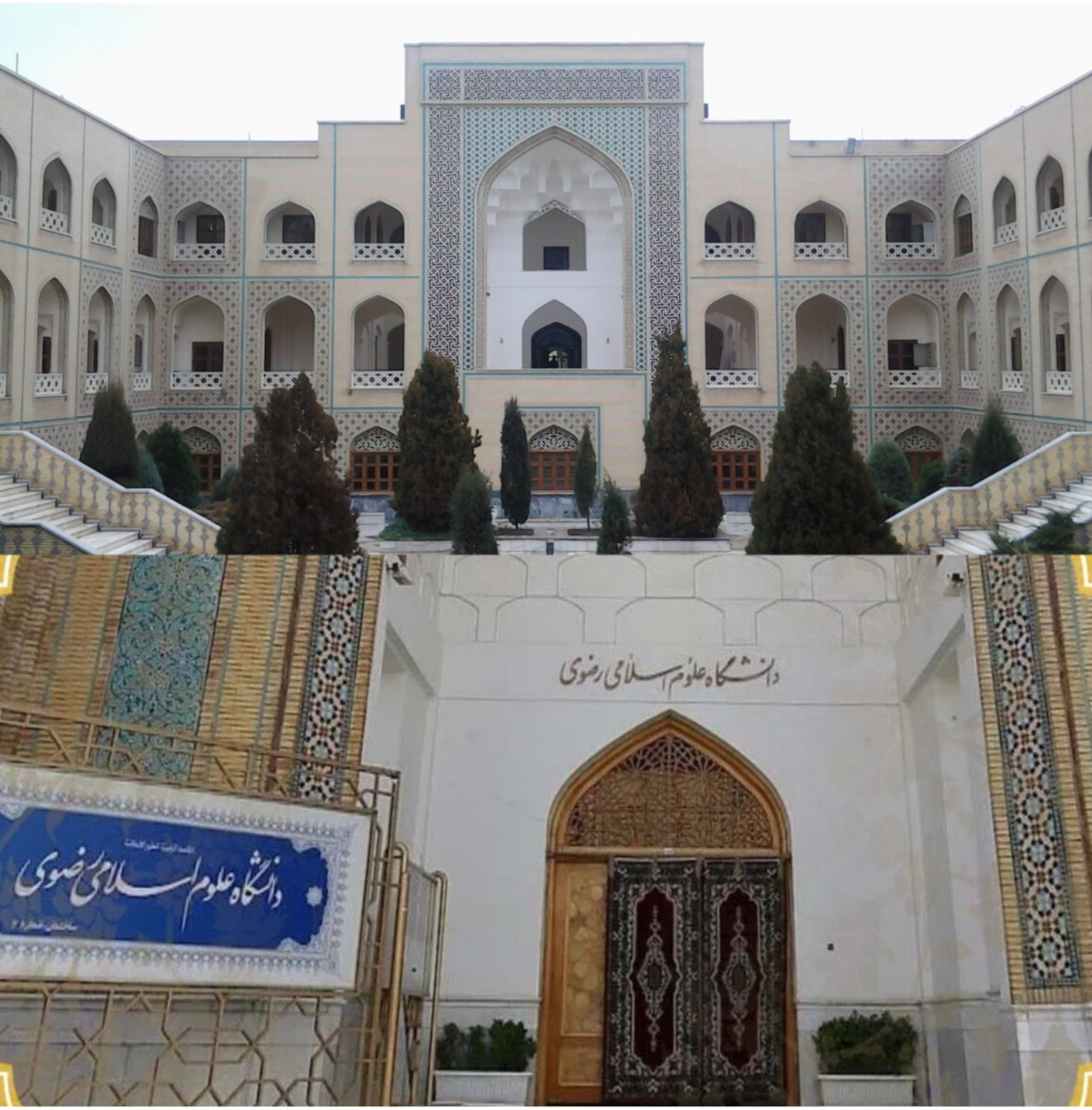

ساختمان دانشگاه در کنار آرامگاه علی بن موسی الرضا واقع شده است و معماری آن منحصر به فرد بوده و ویژگی‌های تاریخی و هنری دارد.
- جذب در دانشگاه طی سه مرحله صورت می‌گیرد:

1. آزمون چهارگزینه‌ای (کارشناسی، کارشناسی‌ارشد) و تشریحی-چهارگزینه (دکتری)
2. مصاحبه علمی، عقیدتی-سیاسی، روان‌شناسی
3. تحقیقات میدانی و استعلامات

- استفاده از استادان به نام کشوری و گزینش تخصصی، این دانشگاه را در زمره دانشگاه‌های مهم، اساسی و جریان‌ساز کشور قرار داده است.[نیازمند منبع]

## ریاست دانشگاه رضوی
ریاست دانشگاه به پیشنهاد هیئت امناء و تصویب تولیت آستان قدس رضوی از بین روحانیون و مجتهدین برجسته شیعه برای مدت ۳ سال تعیین می‌شود.
در اردیبهشت سال ۱۳۹۷ هیئت امنا دانشگاه سید ابراهیم رئیسی ریاست سابق قوه قضاییه ایران و رئیس‌جمهور وقت ایران را به‌عنوان رئیس جدید دانشگاه انتخاب کردند، سید ابراهیم رئیسی نیز به علت ریاست قوه قضائیه با حفظ سمت در دانشگاه حسن وحدتی شبیری را به‌عنوان قائم مقام خود در این دانشگاه انتخاب کرد.
پس از انتخاب علی خیاط به مدیریت حوزه علمیه خراسان، مدیریت دانشگاه به محسن جهانگیری از استادان حوزه و دانشگاه سپرده شد.

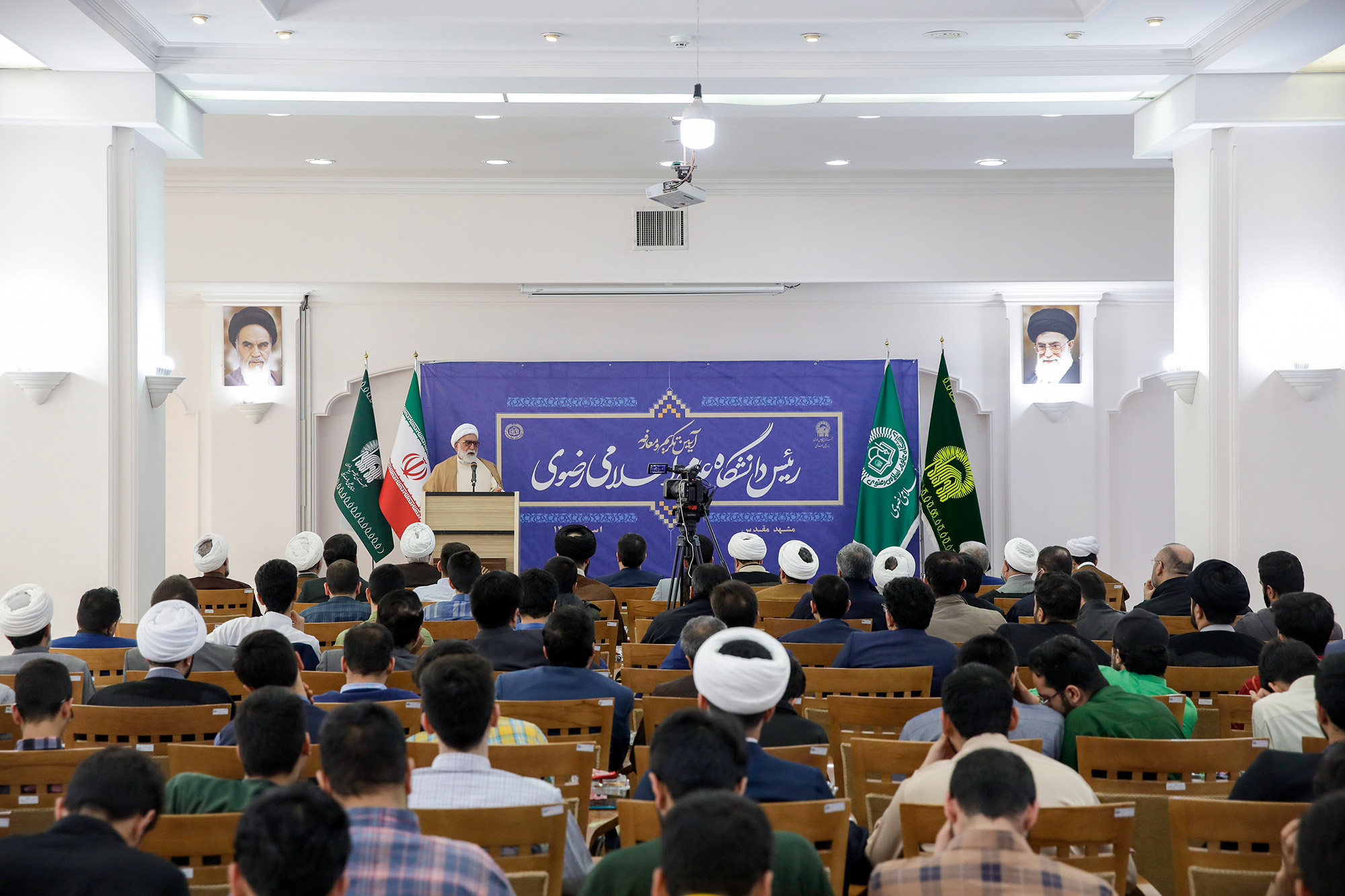
معارفه رئیس جدید دانشگاه توسط احمد مروی

## نحوه گزینش و پذیرش دانشجو
- دانشگاه رضوی معمولاً در بهمن ماه هر سال شروع به فراخوان و ثبت نام داوطلبان می‌کند و در تیرماه سال بعد امتحان ورودی خود را مستقل از آزمون سراسری وزارت علوم تحقیقات و فناوری برای ورودی طلاب در شهرهای مختلف ایران برگزار می‌کند؛ این دانشگاه تنها دانشگاه ایران است که آزمون ورودی خود را به صورت اختصاصی و مستقل از کنکور سراسری برگزار می‌کند.[نیازمند منبع]
- دانشگاه رضوی برای ورودی دیپلمه از طریق کنکور سراسری دانشجو می‌پذیرد.[نیازمند منبع]

سپس پذیرفته شدگان در مرحله اول به صورت چند برابر ظرفیت دعوت به مصاحبه علمی و عقیدتی سیاسی و روان‌شناسی می‌شوند پس از قبولی در این مرحله، تحقیقات میدانی و استعلامات از مراجع ذیل صلاح شروع می‌شود و پس از گذشتن از این فیلترها داوطلب جذب این دانشگاه می‌شود که نشان از حساسیت این دانشگاه نسبت به گزینش دارد.

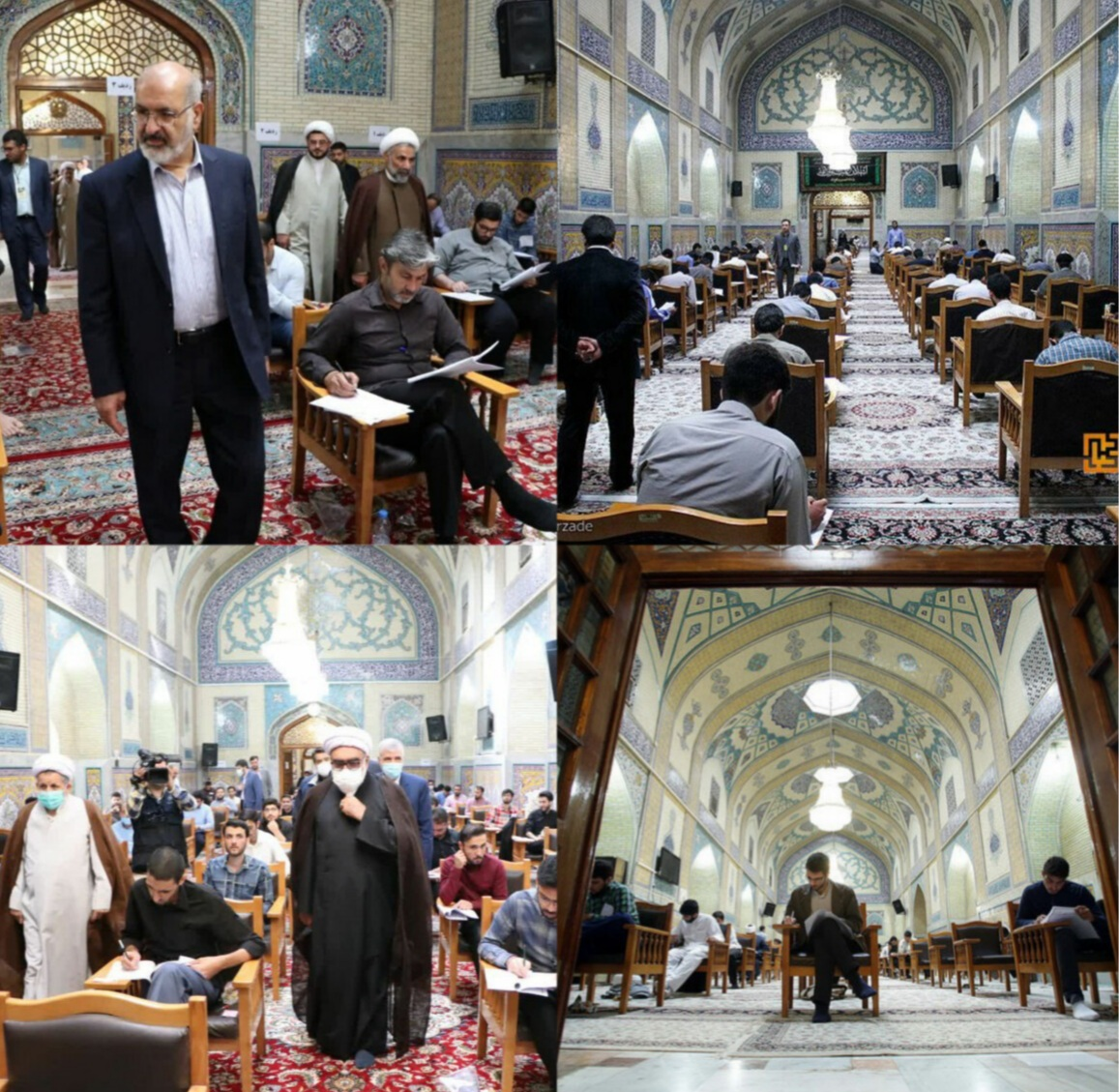
برگزاری آزمون ارشد و دکتری دانشگاه رضوی با حضور تولیت آستان قدس رضوی احمد مروی و رئیس سازمان سنجش عبدالرسول پورعباس

## رشته‌های تحت پوشش
دانشگاه رضوی بیش از ۲۶ رشته در حوزه علوم انسانی دارد که بعضی به شرح زیر می‌باشد:
مقطع کارشناسی 

- حقوق (علوم قضایی)
- جامعه‌شناسی
- تاریخ
- علوم قرآن و حدیث
- فلسفه و کلام اسلامی
- اقتصاد
- علوم حدیث
- فقه و مبانی حقوق اسلامی
- زبان و ادبیات فارسی
- زبان و ادبیات عربی

#### مقطع کارشناسی ارشد
- تربیت قاضی
- حقوق خصوصی
- حقوق جزا و جرم‌شناسی
- اقتصاد گرایش بانکداری اسلامی
- حقوق بین‌الملل
- فلسفه و کلام اسلامی
- فقه جزایی
- فلسفه و کلام اسلامی
- علوم قرآن و حدیث

#### مقطع دکتری
- علوم قرآن و حدیث
- فلسفه و کلام اسلامی
- فقه جزایی
- حقوق جزا و جرم‌شناسی
- حقوق بین‌الملل
- حقوق خصوصی

این دانشگاه از سال ۱۳۹۷ اقدام به جذب دانشجوی زن کرده است.

## کتابخانه مرکزی و مرکز اسناد دانشگاه علوم اسلامی رضوی
قدمت کتابخانه دانشگاه به زمان تأسیس حوزه علمیه میرزاجعفر (۱۲۳۱ ق) برمی‌گردد و میراثی ماندگار از فرهنگ گذشتگان می‌باشد. تعدادی از نسخ خطی نفیس کتابخانه میرزاجعفر و خیراتخان به منظور حفظ و نگهداری این آثار و استفاده بهینه در سال ۱۳۶۳ با نظر اولیاء امور به بخش کتب خطی کتابخانه آستان قدس رضوی منتقل گردید و کتابهای چاپ سنگی و چاپ قدیم اولیه کتابخانه دانشگاه علوم اسلامی رضوی را تشکیل داد به گفته فرزانه رئیس وقت دانشگاه رضوی رهبر ایران سید علی خامنه ای توجه ویژه ای نسبت به نشریات و کتب منتشر شده این دانشگاه دارد.
هم‌اکنون کتابخانه از نظر مکان و منابع توسعه بسیاری پیدا کرده است. کتابخانه در حال حاضر با ایجاد سه سالن کتابخانه تخصصی، سالن قفسه باز و سالن تحقیقات (کتابخانه مرکزی) فضای مناسبی را جهت اطلاع‌رسانی استادان، دانشجویان، طلاب و کارکنان دانشگاه فراهم ساخته است. این مرکز هم‌اکنون به سیستم‌های جدید اطلاع‌رسانی مجهز بوده و اطلاعات کتابشناسی کتابخانه ملی، کتابخانه مرکزی آستان قدس و کتابخانه‌های وابسته آن را در اختیار مراجعان و دانش‌پژوهان قرار می‌دهد.

## مجلات و نشریات
هم‌اکنون کتابخانه و مرکز پژوهش از نظر مکان و منابع توسعه بسیاری پیدا کرده است. کتابخانه در حال حاضر با ایجاد سه سالن کتابخانه تخصصی، سالن قفسه باز و سالن تحقیقات (کتابخانه مرکزی) فضای مناسبی را جهت اطلاع‌رسانی استادان، دانشجویان، طلاب و کارکنان دانشگاه فراهم ساخته است. این مرکز هم‌اکنون به سیستم‌های جدید اطلاع‌رسانی مجهز بوده و اطلاعات کتابشناسی کتابخانه ملی، کتابخانه مرکزی آستان قدس و کتابخانه‌های وابسته آن را در اختیار مراجعان و دانش‌پژوهان قرار می‌دهد.
- مجله علمی پژوهشی آموزه‌های حقوق
- مجله علمی ترویجی پژوهشهای اجتماعی اسلامی
- مجله علمی پژوهشی آموزه‌های فلسفه
- مجله علمی دانشجویی گفتمان اقتصادی

## رتبه‌بندی‌های علمی در سطح بین‌المللی و داخلی
دانشگاه علوم اسلامی رضوی از نظر نوع آموزش و کیفیت آن جزو دانشگاه‌های ممتاز ایران محسوب می‌شود. دانشگاه علوم اسلامی رضوی در حوزه علوم انسانی رتبه نخست را در کشور داراست، همچنین در سایر رتبه‌بندی‌های مرتبط نیز این دانشگاه حائز رتبه اول تا پنجم است. به همین دلیل این دانشگاه تنها دانشگاه کشور است که امضا مدرک دانشگاه از سوی وزارت علوم به ریاست دانشگاه تفویض شده است. همچنین به فارغ التحصیلان این دانشگاه با مجوز رسمی وزارت علوم تحقیقات و فناوری و حوزه علمیه خراسان، خراسان، دانشنامه علمی به صورت رسمی و جداگانه اعطا می‌شود. و در پایین مدرک با مجوز رسمی وزارت علوم جمله «نامبرده کلیه واحدهای رشته فقه و مبانی حقوق اسلامی را نیز گذرانده گذرانده است» قید می‌شود که به صورت یک مدرک جداگانه مورد پذیرش مجامع علمی و استخدامی کشور است.
دلیل اصلی موفقیت این دانشگاه این است که با هماهنگی و اخذ مجوزهای لازم از وزارت علوم، تحقیقات و فناوری و مجوز ویژه از شورای عالی انقلاب فرهنگی دانشجویان در مقطع کارشناسی حدود ۲۴۰ واحد و در مقطع کارشناسی ارشد و دکترا ۱۲۰ واحد را با کیفیت بالا می‌گذرانند. علت این حجم از واحدها، دروس حوزوی است که در این دانشگاه خوانده می‌شود.

## تفاهم نامه تربیت قاضی و همکاری با قوه قضائیه
دانشگاه رضوی به علت قرار گرفتن در حرم علی بن موسی الرضا و گذشتن دانشجویان از فیلترهای گزینش این دانشگاه مورد توجه قوه قضائیه می‌باشد لذا فرید محسنی، رئیس دانشگاه علوم قضایی و خدمات اداری ضمن حضور در دانشگاه رضوی و دیدار با محسن جهانگیری، رئیس دانشگاه، زمینه‌های همکاری و تعامل بین دو دانشگاه را مطرح کرد.
برگزاری کلاس، کارگاه و برنامه‌های آموزشی مشترک، تبادل هیئت علمی، همکاری در زمینه بین‌الملل، استفاده از فضاهای آموزشی مشترک، همکاری در خصوص بازنگری و استانداردسازی دروس و سرفصل‌های رشته‌های علوم انسانی و تولید محتوای آموزشی مرتبط در کنار تبادل اطلاعات و تجربیات در زمینه برنامه‌ریزی آموزشی، طراحی دوره‌ها و رشته‌های جدید تحصیلی از موارد مندرج در تفاهمنامه است. قرار است دانشگاه رضوی سالانه ۶۰ الی ۱۲۰ قاضی تحویل قوه قضائیه دهد.

## مسجد میرزا جعفر دانشگاه
یکی از افتخارات دانشگاه رضوی مسجد میرزاجعفر سروقدی (از بازرگانان سلسله صفویه) این دانشگاه می‌باشد که قدمتی حدود ۴۰۰ سال دارد و ثبت آثار ملی وزارت میراث فرهنگی شده است.
مدرسه میرزا جعفر در این مکان واقع شده است.

## پردیس خواهران
دانشگاه رضوی در سال ۱۳۹۷ توسط تولیت آستان قدس رضوی تصمیم به تأسیس پردیس جداگانه برای دختران کرد افتتاح پردیس خواهران دانشگاه توسط سید ابراهیم رئیسی صورت گرفت. پردیس خواهران در دو مقطع:کارشناسی ارشد، دکترا، دانشجو می‌پذیرد و اقدام به پذیرش دانشجو خارجی نیز کرده است.
انسیه خزعلی معاون امور زنان ریاست جمهوری دولت سیزدهم دانش‌آموخته و سابقه ریاست بر پردیس خواهران دانشگاه را داشته است.